# Ignatz Adler

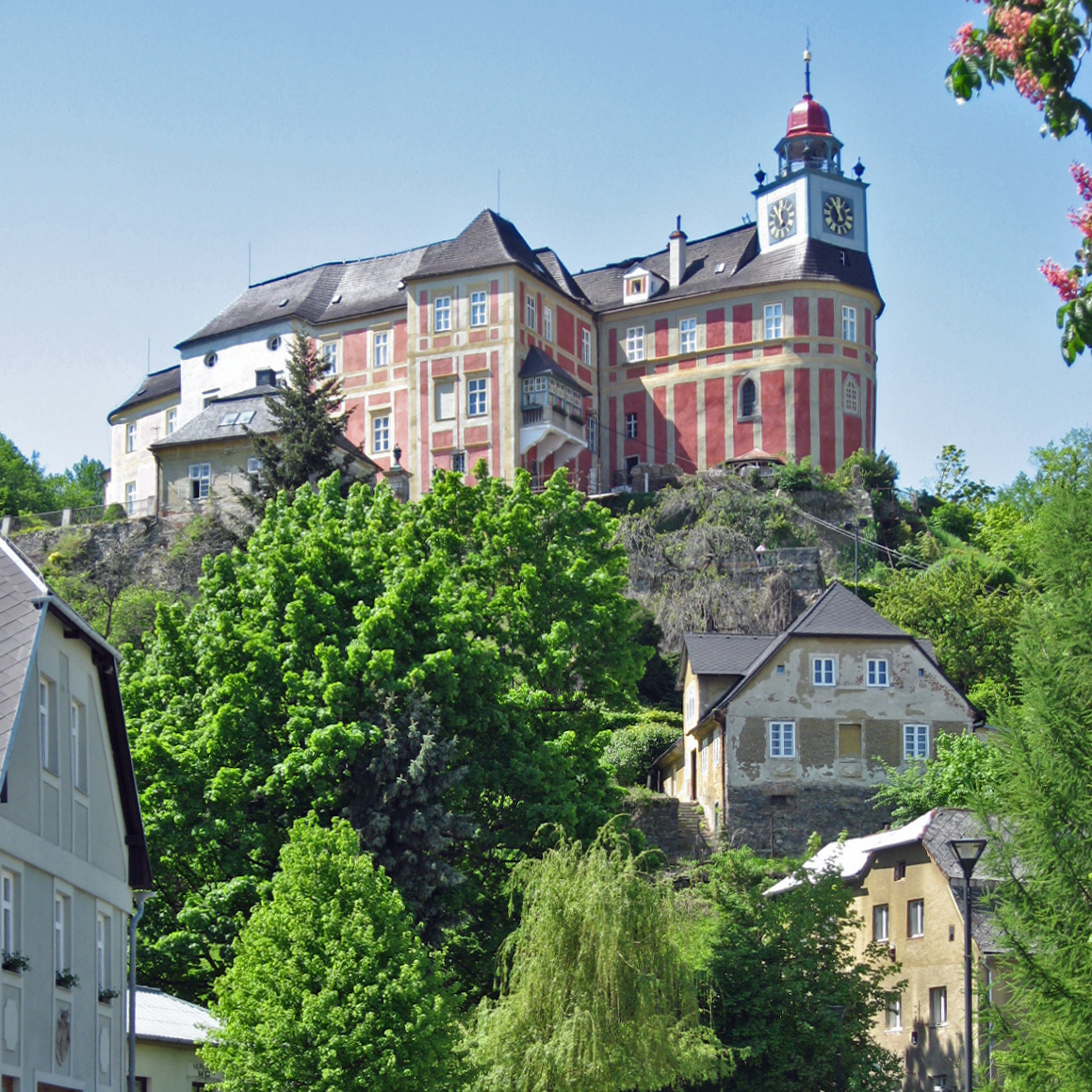
Zamek w Javorniku

Ignatz Adler (ur. 9 marca 1783 w Polanicy-Zdroju, zm. 5 września 1852 tamże) – niemiecki muzyk, organista, wiolonczelista i dyrygent.

## Życiorys
Urodził się w rodzinie chłopskiej w 1783 roku w Polanicy-Zdroju. Ukończył Seminarium Nauczycielskie w Kłodzku, gdzie należał do uczniów znanego kłodzkiego muzyka, Johanna Franza Otto. W 1802 roku został pomocnikiem organisty Floriana Nentwiga w Wambierzycach. Od 1813 roku był dyrygentem chóru na zamku w Javorníku, należącym do biskupów wrocławskich. Zasłynął tam jako wykonawca oratoriów. Był cenionym wirtuozem gry na organach oraz wiolonczeli. 
Ponadto zajmował się kształceniem licznego grona muzyków kościelnych, pracujących później na terenie hrabstwa kłodzkiego. Zmarł niespodziewanie w 1852 roku podczas pobytu w rodzinnej Polanicy.